# ロバート・ウール
ロバート・ウール（Robert Wuhl,  1951年10月9日 - ）は、アメリカ合衆国のコメディアン、俳優である。

## 来歴
1951年、ニュージャージー州ユニオンに生まれる。地元ニュージャージー州内の高校を卒業後、ヒューストン大学へ進学した。大学在学中から演技に目覚め、スタンダップ・コメディアンとしてキャリアをスタートさせた。1980年にミシェル・ファイファー、トニー・ダンザ出演の『The Hollywood Knights』で映画デビュー。1982年にはレスリー・ニールセンが主演で、彼の代表作『裸の銃を持つ男』の前身となったドラマシリーズ『フライング・コップ 知能指数0分署』のエピソードのうち2つのエピソードの脚本も執筆し、多様な才能を発揮した。1985年にはマドンナの曲『Material Girl』のミュージック・ビデオへも出演している。
1980年代後半にケヴィン・コスナー主演の『さよならゲーム』、ロビン・ウィリアムズ主演の『グッドモーニング・ベトナム』などの話題作へ出演し、世間でも知られるようになった。1989年にはまだ若手だったティム・バートンが監督した『バットマン』へ出演し、キム・ベイシンガー演じるヒロインの勤務する新聞社の同僚を演じている。その後もテレビドラマや映画を中心に活動を続け、役者、コメディアンとしての地位を確立している。

### 私生活
1983年に女優経験もあるBarbara Koldys Capelliと結婚した。

## 出演作品

### 映画
- The Hollywood Knights (1980)
- フラッシュダンス Flashdance (1983)
- Rockhopper (1985) ※テレビ映画
- グッドモーニング・ベトナム Good Morning, Vietnam (1987)
- さよならゲーム Bull Durham (1988)
- バットマン Batman (1989)
- Wedding Band (1989)
- ブレイズ Blaze (1989)
- ミストレス Mistress (1992)
- Missing Pieces (1992)
- ボディガード The Bodyguard (1992)
- ノックアウト Percy & Thunder (1993) ※テレビ映画
- サンドマン Sandman (1993)
- ハード・チェック Blue Chips (1994)
- タイ・カップ Cobb (1994)
- A Kiss Goodnight (1994) ※テレビ映画
- The Real Deal (1995)
- Open Season (1995)
- ジキル博士はミス・ハイド Dr. Jekyll and Ms. Hyde (1995)
- グッド・バーガー Good Burger (1997)
- コンテスト Contest (2013)
- Shirley シャーリイ Shirley (2020)
- サタデー・ナイト/NYからライブ! Saturday Night (2024)

### テレビドラマ
- こちらブルームーン探偵社 Moonlighting (1987)
- ファルコン・クレスト Falcon Crest (1987)
- L.A.ロー 七人の弁護士 L.A. Law (1987)
- ハリウッド・ナイトメア Tales from the Crypt (1989)
- アリス Arli$$ (1996 - 2002)
- マリオ・プーヅォのラスト・ドン Last Don (1997)
- ラスト・ドン2 The Last Don II (1998)
- WCW Monday Nitro (1999)
- Everybody Hates Chris (2007)
- ボストン・リーガル Boston Legal (2007)
- リーガル・バディーズ フランクリン&バッシュ Franklin & Bash (2012 - 2013)

## 参照
1. 1 2  “Robert Wuhl Biography”. 2014年7月4日閲覧。